# Apocheima cinerarius
Apocheima cinerarius är en fjärilsart som beskrevs av Nicolas Grigorevich Erschoff 1874. Apocheima cinerarius ingår i släktet Apocheima och familjen mätare. Inga underarter finns listade i Catalogue of Life.